# Кронверкский канал (Кронштадт)
Кро́нверкский канал — частично сохранившийся канал в Кронштадте. Ранее пролегал вдоль северного вала Кронштадтской крепости, начинаясь и заканчиваясь в Финском заливе, тянулся от Цитадельского шоссе до Северного бульвара (ныне улица Восстания). На него выходят Кронштадтские ворота — пролом в крепостной стене на пересечении Кронштадтского шоссе и улицы Зосимова.

## История
По плану Петра строящаяся крепость должна была быть окружена водой. С северной стороны это должен был быть ров шириной в 26—32 м. Работы по проекту самого Петра и его помощника Лейна продолжались с 1710 по 1732 год и прекратились 15 сентября 1732 года, когда наводнением разрушило плотину и снесло все постройки. В последующие годы работы сводились лишь к ремонту повреждений. О канале забыли до другого разрушительного наводнения в 1824 году.
Несмотря на то, что в результате этого наводнения крепость почти прекратила своё существование, последствия наводнения ликвидировали очень быстро — уже к 1826 году, после чего задумались и о Кронверкском канале. Работы продолжались до 1848 года, и в это время он имел максимальную длину. Строительство Купеческой, Каботажной гаваней и Цитадельской дороги серьёзно сократило его протяжённость.
Также в это время были построены Кронштадтские ворота, первоначально бывшие действительно воротами, закрывавшимися на ночь. Сегодня же это просто пролом в крепостной стене.

## Современное состояние
Частично сохранился в виде цепочки из 6 водоёмов длиной около 1,8 км.
Существуют проекты восстановления канала.